# Marc Willers
Marc Willers (ur. 11 września 1985 w Cambridge) – nowozelandzki kolarz BMX, dwukrotny medalista mistrzostw świata.

## Kariera
Największy sukces w karierze Marc Willers osiągnął w 2011 roku, kiedy zdobył brązowy medal w konkurencji elite podczas mistrzostw świata w Kopenhadze. W zawodach tych wyprzedzili go jedynie Francuz Joris Daudet oraz Łotysz Māris Štrombergs. Ponadto na tych samych mistrzostwach zajął dwunaste miejsce w jeździe na czas. Na rozgrywanych rok później mistrzostwach w Birmingham był siódmy w wyścigu elite. W 2012 roku wziął także udział w igrzyskach olimpijskich w Londynie, ale nie awansował do finału. Podobnie zakończył się jego występ na igrzyskach w Pekinie. Kolejny medal zdobył w 2013 roku, kiedy na mistrzostwach świata w Auckland był drugi w wyścigu elite. W zawodach tych wyprzedził go jedynie Brytyjczyk Liam Phillips.